# Abdelkarim Tabbal
Abdelkarim Tabbal (àrab: عبد الكريم طبال, ʿAbd al-Karīm Ṭabbāl) (Xauen, Marroc, 1931) és un poeta marroquí en llengua àrab. Va publicar els seus primers poemes el 1952 a la revista Al-Anis. Diplomat en estudis islàmics a la Universitat al-Qarawiyyin de Fes. El 1965 fou un dels fundadors del festival de poesia de Xauen. La seva poesia es distingeix per les rimes i les metàfores, donant un caràcter musical a la seva creació. El 2004 fou guardonat amb el Premi Tchicaya U Tam'si de Poesia Africana. En 2016 va guanyar el Premi del Llibre del Marroc.

## Obres
- الطريق إلى الإنسان, Aṭ-ṭarīq ilà al-insān (en àrab).  Tetuan: مطبعة كريماديس, Maṭbaʿat Krīmādīs, 1971.
- الأشياء المنكسرة, Al-axyā al-munkasara (en àrab).  Casablanca: دار النشر المغربية, Dar an-Naxr al-Maḡribiyya, 1974.
- البستان, Al-bustān (en àrab).  Tànger: مطبوعات طنجة, Maṭbūʿāt Ṭanja, 1988.
- «Canción de un marzo triste». A: Amado, Jose María (ed.). 15 siglos de poesía árabe (en castellà).  Granada: Granada.
- عابر سبيل, ʿĀbir sabīl (en àrab).  Xauen: منشورات المجلس البلدي, Manxūrāt al-majlis al-baladī, 1993.
- آخر المساء, Aẖar al-masāʿ (en àrab).  Xauen: مكتبة النهج, Maktabat an-Nahj, 1994.
- شجر البياض, Xajar al-Bayāḍ (en àrab).  Xauen: أمزيل نيكوس, Amzīl Nīkūs, 1995.
- القبض على الماء, Al-qabḍ ʿalà al-māʾ (en àrab).  Kenitra: البوكيلي للطباعة, Al-Būkīlī li-ṭ-Ṭibāʿa, 1996.
- لوحات مائية, Lawḥāt māʾiyya (en àrab).  Tetuan: أمزيل نيكوس, Amzīl Nīkūs, 1997.
- «كتاب العناية, Kitāb al-ʿināya». المشكاة, Al-mixkāt [Ujda], 26, 1997, pàg. 95-125.
- بعد الجلبة, Baʿda al-jalaba (en àrab).  Tànger: دار النشر المغربية, Dar an-Naxr al-Maḡribiyya, 1998.
- «Three poems» (en anglès). Banipal, 5, 1999, pàg. 43.
- على عتبة البحر, ʿAlà ʿatabat al-baḥr (en àrab).  Kenitra: دار البوكيلي, Dār al-Būkīlī, 2000.
- في قارب واحد, Fī qārib wāḥid (en àrab).
- أيها البراق, Ayyu-hā al-Burāq (en àrab).  سليكي أخوين, Slīkī Aẖwayn.
- الأعمال الكاملة. الدواوين الشعرية, Al-aʿmāl al-kāmila. Ad-dawāwīn ax-xiʿriyya (en àrab).  منشورات وزارة الثقافة والاتصال, Manxūrāt Wizārat aṯ-Ṯaqāfa wa-l-Ittiṣāl, 2000.
- فراشات هاربة، سيرة ذاتية, Farāxāt hāriba, sīra ḏātiyya (en àrab), 2004.
- مرآة تحكي, Marʾa taḥkī (en àrab).  سليكي أخوين, Slīkī Aẖwayn, 2007.
- موال أندلسي, Mawāl andalusī (en àrab).  Tànger: طنجة الأدبية, Ṭanja al-adabiyya, 2007.
- كتاب السيرة الذاتية “ أوراق الرماد”, «Kitāb as-sīra aḏ-ḏātiyya» Awrāq ar-ramād (en àrab).  منشورات اتحاد كتاب المغرب, Manxūrāt Ittiḥād Kuttāb al-Maḡrib.
- من كتاب الرمل, Min kitāb ar-raml (en àrab).  بيت الشعر, Bayt ax-Xiʿr, 2011.
- نمنمات, Namnamāt (en àrab).  Tetuan: منشورات دار الحكمة, Manxūrāt Dār al-Ḥikma, 2015.
- في حضرة مولانا, Fī ḥaḍrat mawlā-nā (en àrab).  Tetuan: منشورات دار الحكمة, Manxūrāt Dār al-Ḥikma, 2018.
- لا ترفعوا المناديل (باب البحر), Lā tarfaʿū al-manādīl (Bāb al-baḥr) (en àrab).  Tetuan: مقاربات, Muqāribāt, 2020.
- الوردة فوق الأرض, Al-warda fawq al-arḍ (en àrab).  سليكي أخوين, Slīkī Aẖwayn, 2020.